# Cuộc nổi dậy Lâm Sâm
Cuộc nổi dậy của Lâm Sâm là một cuộc khởi binh chống lại nhà Nguyễn thời vua Thiệu Trị xảy ra ở phủ Lạc Hóa (Việt Nam) do Lâm Sâm (hay Sa Sâm, không rõ năm sinh năm mất) làm thủ lĩnh, khởi phát từ tháng 3 nhuận (âm lịch) năm Tân Sửu (1841) đến tháng 10 (âm lịch) cùng năm thì bị đánh tan .

## Nguyên nhân xa và gần
Từ lâu, các vua chúa Việt Nam luôn lo lắng về các vùng có tộc người Khmer định cư tập trung và lâu đời ở Nam Bộ. Bởi đây là vùng đất mới đối với người Việt, cho nên khi chúa Nguyễn Phúc Ánh còn ở đất Gia Định, đã cho phép người Khmer ở địa phương lập đồn điền, và mỗi năm chỉ phải nạp lúa thuế mà thôi. 
Đến khi nối ngôi vua, năm 1835, vua Minh Mạng cũng đã cho tộc người này hưởng chế độ tự trị rộng rãi, với quan phủ và các quan lại khác coi việc nội an đều là người Khmer.
Tuy nhiên, trong sâu xa các nhà cầm quyền vẫn muốn người Khmer trên đất Nam Bộ quy thuận theo mình, vì lẽ đó, lệnh trên ban ra có khi thiếu nhất quán và không phù hợp, mà chính sách "nhứt thị đồng nhơn" là một ví dụ.
Hậu quả là, nhân cơ hội quan quân nhà Nguyễn ở Chân Lạp đang vấp phải sự chống đối mãnh mẽ của người bản xứ (vì đã đem nước họ sáp nhập vào Đại Nam), mà tộc người Khmer ở Nam Bộ cũng đã lần lượt đứng lên (trong số đó có cuộc nổi dậy của Lâm Sâm), gây nhiều tang thương mất mát.
Nhìn lại vấn đề này, nhà văn Sơn Nam đã chỉ ra mấy nguyên nhân chủ yếu như sau:
Vua Minh Mạng mất, để lại gánh nặng ở phía biên giới Việt-Miên. Loạn lạc đã phát khởi ngay từ khi cuộc chinh phạt của tướng Trương Minh Giảng đang diễn ra tại phía Biển Hồ, tuy rằng về hình thức là dẹp xong nhưng mầm mống còn đó. Người Miên cư ngụ trên lãnh thổ Việt Nam dường như sẵn sàng hưởng ứng, chống đối quan lại địa phương khi ở Cao Miên phong trào lên cao. Quân Xiêm lại khéo phao tin tuyên truyền. Người Cao Miên lúc bấy giờ ở Nam Kỳ lại bực dọc với chính sách "nhứt thị đồng nhơn" của vua Minh Mạng, bắt buộc họ phải lấy tên, lấy họ như người Việt để đồng hóa. Lại còn chủ trương cải cách tổ chức nông thôn cổ truyền của sóc Miên khiến họ mất quyền tự trị..
Còn Nguyễn Phan Quang, thì nhấn mạnh đến tệ tham lam của quan lại và địa chủ, giáo sư viết:
Do bất bình với chính sách "đồn điền" của triều Nguyễn, vì nó đã tạo ra cơ hội cho quan lại cùng địa chủ đổ xô đến Lạc Hóa, Ba Xuyên...chiếm đoạt ruộng đất. Bên cạnh đó, việc thay đổi phong tục tập quán địa phương và âm mưu gây chia rẽ giữa các thành phần dân tộc cũng đã góp phần làm nên nhiều cuộc nổi dậy.

## Diễn biến
Trước ngày 1 tháng 8 năm 1832, phủ Lạc Hóa gồm 2 huyện là Tuân Nghĩa và huyện Trà Vinh, trực thuộc trấn Vĩnh Long. Sau ngày này, vua Minh Mạng bỏ trấn và chia Nam Kỳ thành 6 tỉnh trực thuộc triều đình Huế, và hai huyện trên vẫn thuộc phủ Lạc Hóa, tỉnh Vĩnh Long như cũ (cho đến khi thực dân Pháp chiếm lấy toàn cõi Nam Kỳ).
Theo  Đại Nam nhất thống chí , thì lúc bấy giờ trên hai bờ rạch Trà Vinh, người Kinh người Thổ ở lẫn lộn, thuyền buôn tụ họp, cũng là một nơi đô hội ở vùng biển.
Rồi chính những nguyên nhân trên, mà nơi đô hội ấy không còn, bởi người dân Khmer (cùng một số người Việt và người Hoa) ở phủ Lạc Hóa đã tin theo lời của Lâm Sâm để cầm vũ khí chống Nguyễn.
Thủ lĩnh Lâm Sâm: "thổ mục là Lâm Sâm nguyên là quan lục phẩm của Cao Miên, trốn đến ở phủ Lạc Hóa, đem tà thuật để mê hoặc dân chúng. Mình mặc áo đạo sĩ, tay cầm phướn tà thuật, tự nói là có thể làm phép để Sâm chiêu tập các thổ mục hai huyện tụ họp ở Trà Cú. Chúng suy tôn Sâm làm thủ lĩnh, mưu lập con cháu vua Cao Miên. Đảng khỏa đến vài nghìn người đánh phá phủ lỵ."
Theo Sơn Nam, thì thủ đoạn xách động (của Lâm Sâm) là dùng bùa ngãi, do các tên thầy bùa đưa ra rồi loan tin thất thiệt: "Ai không theo chúng sẽ bị Trời Phật hại, ai theo thì được cứu thoát, nên có lúc loạn quân lên đến bảy, tám ngàn. Ngoài Lâm Sâm, còn có tên tổng Cộng (chắc là cai tổng tên Cộng) và một tên tự xưng là phò mã Đội. Còn võ khí là đao mác, chà gạc, phãng kéo cổ thẳng (sau trở thành cây mã tấu)...

### Đánh phá phủ Lạc Hóa, chiếm giữ huyện Trà Vinh
Đầu tháng 3 nhuận (âm lịch, 1841), Lâm Sâm khởi binh. Đầu tiên, ông cầm quân tiến đánh phủ lỵ Lạc Hóa, binh lính chống đỡ không nổi, viên Tri phủ bỏ chạy, cấp báo về tỉnh Vĩnh Long. Bố chính Trần Tuyên (hay Trần Trung Tiên) liền trực tiếp cầm quân ứng cứu. Từ Vĩnh Long, ông kéo quân đến đồn Nguyệt Lãng vừa tiến vừa thăm dò, ngót 20 ngày mới tới sóc Lò Ngò, liền bị hơn ngàn quân nổi dậy kéo ra ngăn lại.
Bố Chính Trần Tuyên bí mật thu quân về sóc Ô Đùng, thì bị nổi dậy phục kích ở vùng Trà Tử (nay gọi là Hiếu Tử), giết chết ông cùng viên Tri huyện Trà Vinh là Huỳnh Hữu Quang.
Nhân đà thắng lợi, Lâm Sâm thúc quân đến vây đánh tấn Định An, chém chết viên Thủ ngự rồi nhanh chóng rút lui.
Tháng 4 âm lịch (1841), tức một tháng sau ngày khởi binh, Lâm Sâm lại dẫn hơn 300 quân đến vây đánh đồn Nguyệt Lãng và nhiều đồn trại của quân triều đình trên bờ sông Trà Vinh. Đồng thời, cử người chỉ huy 2000 quân kéo lên chiếm giữ Giồng Sang, ngăn đường tiến của quân triều đình theo sông Cổ Chiên vào cứu viện. Kể từ đó, lực lượng nổi dậy kể như hoàn toàn làm chủ huyện lỵ Trà Vinh.
Nhận được tin cấp báo, vua Thiệu Trị liền triệu Tham tán thành Trấn Tây là Nguyễn Tiến Lâm từ Nam Vang về nước, để nắm quyền tổng chỉ huy cuộc trấn áp. Ngoài ra, nhà vua còn điều thêm hai tướng là Nguyễn Công Trứ (về nước cùng với Nguyễn Tiến Lâm), Nguyễn Tri Phương và Tổng đốc Bùi Công Huyên cùng tiếp tay. Khi tướng Trương Minh Giảng rút quân từ Chân Lạp về An Giang, lại có thêm 3.000 quân nữa, vậy mà theo Bản Triều Bạn Nghịch, thì: tuy phá tan được luôn, nhưng chỗ này tan rã thì chỗ kia qui tụ lại, cứ đánh phía Đông, giữ phía Tây không thể nào diệt hết được...
Để đối phó lại đạo quân triều hùng mạnh ấy, Lâm Sâm cử thuộc cấp là Trần Hồng mang vài ngàn quân đến đánh phá vùng sóc Kỷ La để bày thế trận nhằm phối hợp và chi viện lẫn nhau.
Sau trận này, liệu thế khó chống giữ, hai ông nhanh chóng rút hết quân về củng cố các căn cứ ở vùng Trà Cú, Xoài Xiêm thuộc huyện Tuân Nghĩa, sau khi chiếm giữ huyện lỵ Trà Vinh suốt trong 4 tháng (từ tháng 3 đến tháng 6 năm 1841).

### Trận Xoài Xiêm và Rum-Đuôn
Cuối tháng 6 năm 1841, quân nổi dậy tựa vào chỗ hiểm để chống giữ, rồi lừa cho đại quân lọt vào trận địa phục kích, gây tổn thất nặng cho quân triều.
Đến tháng 8, Lâm Sâm cho di chuyển quân về lập căn cứ ở Chrui-Ton-Xa thuộc Ba Xao, gần sông lớn để có thể tiến thoái, lại có thể phối hợp với hai cuộc nổi dậy ở Ba Xuyên (Sóc Trăng) do thủ lĩnh Sơn Tốt và thủ lĩnh Trần Lâm đứng đầu.
Lại thấy khó có thể cầm cự lâu dài ở Ba Xao, Lâm Sâm lại quyết định rút lực lượng về Rum-Đuôn (tức Sâm Đô chép trong  Đại Nam thực lục ) cố giữ lũy dàn quân chống lại. Mấy đạo quân triều ồ ạt kéo vào vây chặt khu vực. Lâm Sâm bố trí trận mai phục bên hồ nước Trơpăn-Krôpư (bầu cá sấu), gây thêm một số tổn thất cho quân triều, giết chết một viên Phó quản cơ và một cai đội. Nhưng khi mấy đạo quân triều chia đánh mấy mặt thì lực lượng nổi dậy mất dần sức và nhanh chóng tan rã, căn cứ bị phá hủy. Lúc ấy là vào tháng 10 âm lịch năm Tân Sửu (1841).
Sách Quốc triều sử toát yếu kể:
Tháng 10 (âm lịch) năm Tân Sửu (1841)…Nguyễn Tiến Lâm, Nguyễn Tri Phương, Nguyễn Công Trứ phá tan giặc Lâm Sum (Sâm) tại xứ Sâm Đô, (khiến) phủ lạc Hóa đều yên. Tướng giặc là Kiên Hồng, Trần Hồng, Thạch Đột tới trước cửa quân xin hàng; bỏ củi giải về Kinh (rồi làm tội cực hình)....

### Kết thúc
Theo một nguồn tư liệu của địa phương, sau khi thất trận ở Rum-Đuôn, thủ lĩnh Lâm Sâm chạy sang cù lao Cồn Cộc ẩn náu một thời gian. Khi quân triều rút đi, ông trở về Trà Cú thì bị bắt cùng với người con trai tên là Lâm Tham khoảng đầu năm 1842, rồi bị xử theo "chánh pháp".
Rút lại, ở nửa đầu thế kỷ 19, cuộc nổi dậy ở Lạc Hóa là một trong vài cuộc nổi dậy lớn, tuy ngắn ngủi nhưng nó có tính chất điển hình. 
Và mặc dù quyết liệt, nhưng nó vẫn thất bại, vì đây cũng chỉ là một cuộc nổi dậy mang đậm tính địa phương riêng rẽ, giá trị thu hút của nó không lớn. 
Về phía nhà Nguyễn, nhờ có lực lượng quân sự đông đảo nên cuối cùng cũng đàn áp được, nhưng xét ra cách làm này vẫn không thể làm dịu bớt những mâu thuẫn sâu sắc trong xã hội.
Cuộc nổi dậy ở Lạc Hóa, thực sự là lời cảnh báo của một bộ phận cư dân không nhỏ ở Nam Bộ đối với nền thống trị của triều Nguyễn, trong đó có chính sách đối với người dân tộc.

## Sách tham khảo
- Quốc sử quán (triều Nguyễn), Đại Nam thực lục (Tiền biên và Chính biên). Nhà xuất bản Sử học và Nhà xuất bản Khoa học xã hội, Hà Nội, 1962-1972.
- Quốc sử quán triều Nguyễn, Quốc triều sử toát yếu. Nhà xuất bản Văn học, 2002.
- Vương Hồng Sển, Tự vị tiếng nói Miền Nam. Nhà xuất bản Trẻ Thành phố Hồ Chí Minh, 1999.
- Sơn Nam, Lịch sử khẩn hoang miền Nam. Nhà xuất bản Văn nghệ Thành phố Hồ Chí Minh, 1994
- Nguyễn Phan Quang, Việt Nam thế kỷ 19. Nhà xuất bản Thành phố Hồ Chí Minh, 2002.
- Nhiều tác giả, Đại cương lịch sử Việt Nam (tập I). Nhà xuất bản Giáo dục, 2007.